# Čestice (kraj hradecki)
Čestice – gmina w Czechach, w powiecie Rychnov nad Kněžnou, w kraju hradeckim.
1 stycznia 2017 gminę zamieszkiwało 567 osób, a ich średni wiek wynosił 40 lat.